# Reichsgericht

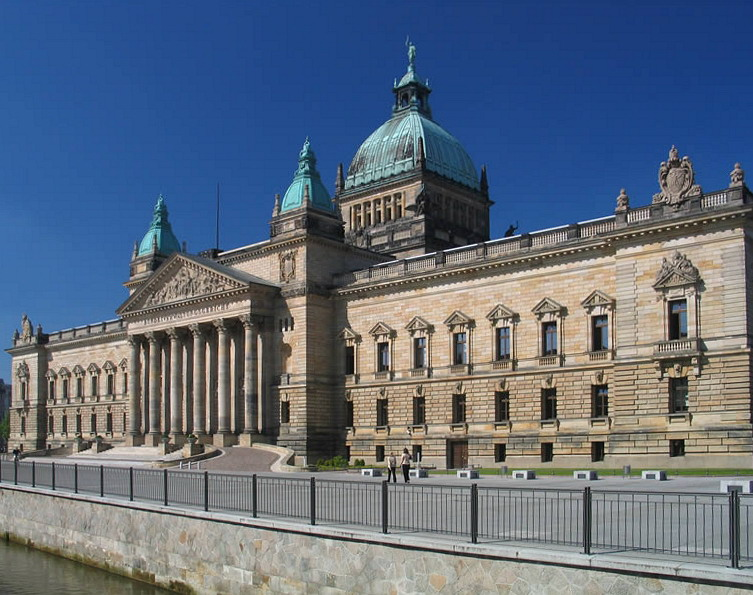
Leipzig. Edificio que fue sede del Reichsgericht, hoy en día Tribunal administrativo federal de Alemania (Bundesverwaltungsgericht).

El Tribunal del Imperio (Reichsgericht en alemán) fue el Tribunal Supremo del Imperio alemán en materia civil y penal desde 1879 hasta 1945. Su origen se halla en el conjunto de leyes orgánicas y procesales en materia judicial que, aprobadas en 1877 (Reichsjustizgesetze), entraron en vigor el 1 de enero de 1879.
Con sede en Leipzig, el Tribunal imperial creó un extenso y completo cuerpo jurisprudencial durante el periodo guillermino y el subsiguiente de la república de Weimar.
Al llegar el Tercer Reich, el tribunal no fue ajeno a la imperante ideología nacionalsocialista y dictó resoluciones sobre personalidad jurídica, familia, régimen matrimonial y obligaciones impregnadas de las nociones racistas nazis incluso antes de la promulgación de las leyes de Núremberg. Durante y después del periodo nazi fue criticado por la facilidad con la que proporcionó el máximo nivel de justificación jurídica a los programas del gobierno de Hitler.
Tras el fin de la Segunda Guerra Mundial, el Reichsgericht fue disuelto y transformado en el Alto Tribunal alemán para la región económica unificada, es decir, para las zonas de ocupación aliadas de Francia, Reino Unido y Estados Unidos.

## Sede histórica

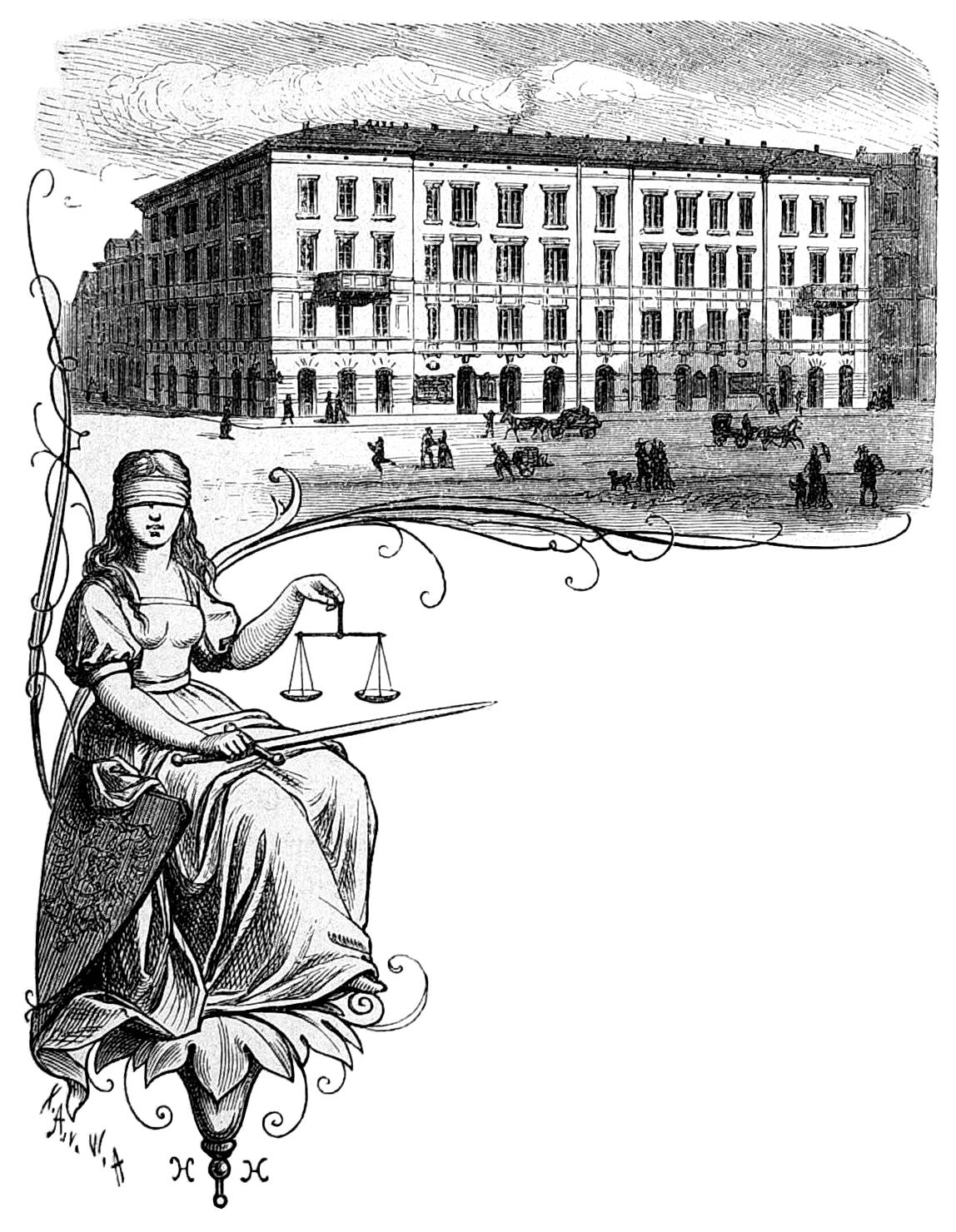
El Georgenhalle de Leipzig, sede del Tribunal imperial de Alemania desde 1879 hasta 1895.

Desde 1879 el Tribunal celebró sus sesiones en el Georgenhalle, edificio construido en 1857 sobre el antiguo mercado de la carne de Leipzig. En 1895 finalizaron las obras de la nueva sede conforme al proyecto de Ludwig Hoffmann y Peter Dybwad. Diseñada en estilo neoclásico, alberga dos patios de considerables dimensiones, una cúpula central y un gran pórtico en la entrada principal. La decoración exterior estuvo a cargo del escultor Otto Lessing. Fue restaurado después de la reunificación alemana y desde 2002 es la sede del Tribunal administrativo federal de Alemania (Bundesverwaltungsgericht).

## Composición
El Tribunal del Imperio estaba formado por su presidente más el número de presidentes de sala y de jueces asesores que se consideraran necesarios. El Reichskanzler o canciller imperial determinaba el número de salas de lo civil y lo penal que lo constituían. Si una sala discrepaba de lo decidido por otra sobre cualquier cuestión jurídica, en aras de la uniformidad de la jurisprudencia, se relegaba la decisión a lo que determinara el conjunto de las salas de lo civil o lo penal reunidas al efecto.
El Presidente, los presidentes de sala y el resto de los jueces eran nombrados por el Káiser a propuesta del Consejo imperial. Requisito imprescindible para acceder al Reichsgericht era tener cumplidos treinta y cinco años.

## Competencias
El Tribunal del Imperio era un tribunal de justicia ordinario. Sus competencias eran penales y civiles, incluyendo los asuntos mercantiles, los laborales, los juicios sobre responsabilidad patrimonial del Estado y algunas cuestiones tributarias. En la época de su creación todavía no existía un orden jurisdiccional que se ocupase en exclusiva de los litigios derivados de las relaciones de trabajo.
En particular, y dentro del ámbito penal, le correspondía la instrucción y enjuiciamiento de los delitos de traición (Hochverrat y Landesverrat en alemán) en primera y en última instancia que se hubieran cometido contra el emperador o el Imperio.

## Historia

### Periodo guillermino: 1879-1918
Con la excepción de la competencia antedicha sobre los delitos de traición, el Tribunal del Imperio era un tribunal de apelación. Su función principal consistía en garantizar la uniformidad de la jurisprudencia en territorio alemán.
Desde su fundación, el Tribunal imperial fue considerado por sus críticos como una mera prolongación del Tribunal Supremo prusiano. La magistratura estaba imbuida de la ideología monárquica y conservadora dominante en la época, como sucedía en tantas otras instituciones estatales, y en este tribunal, especialmente en el ámbito del Derecho penal, las voces discrepantes eran minoría.
Así, por ejemplo, en 1912, el Reichsgericht calificó y castigó como injuria que, en 1907, el partido socialdemócrata publicara un folleto en el que pedía a los funcionarios su voto para las próximas elecciones. Eso sucedió, además, en un momento en que el SPD ya era el partido con mayor número de diputados en el parlamento alemán.
Posteriormente, en el juicio por alta traición contra Karl Liebknecht, el tribunal expuso, en su sentencia de 12 de octubre de 1907, que el deber de obediencia incondicional de los soldados hacia el emperador era un concepto esencial de la Constitución vigente, frente a la defensa del acusado que, sin éxito, argumentó que las órdenes del emperador debían considerarse nulas y sin efecto si suponían, de hecho, una infracción de la Constitución.
Por otra parte, algunas decisiones innovadoras del Tribunal proporcionaron soluciones que tuvieron larga vida jurídica. Así sucedió, por ejemplo, en el ámbito del Derecho civil, cuando abordó el problema de la responsabilidad precontractual o culpa in contrahendo que, por aquel entonces, carecía de regulación legal. La validez teórica y práctica de la culpa in contrahendo fue reconocida por la doctrina y la jurisprudencia posteriores hasta el año 2002, cuando entró en vigor, el 1 de enero, la Ley de reforma del Derecho de obligaciones. Por esta modificación legislativa, el artículo 311.2 del Código civil alemán, en relación con los artículos 280.1 y 241.2, dio lugar al nuevo instituto jurídico que, con el nombre de culpa post contractum finitum, reguló la figura equivalente a la culpa in contrahendo que había ideado el Reichsgericht.
Similar recorrido tuvo la elaboración llevada a cabo por el Tribunal imperial acerca de la responsabilidad por incumplimiento de contrato que, por aquel entonces, no estaba regulada expresamente en el Código civil alemán (Bürgerliches Gesetzbuch o BGB). Y lo hizo partir del artículo 276, según el cual el deudor debe responder por los daños dolosos o culposos que haya causado en el tráfico jurídico. Su creación jurisprudencial estuvo en vigor durante décadas aplicándose como Derecho consuetudinario hasta que la ley de 2001 dio una nueva redacción al artículo 280 para cubrir estos supuestos.

### República de Weimar
Durante la República de Weimar, especialmente en el ámbito del Derecho penal, el Tribunal continuó con su línea conservadora hasta llegar a alcanzar extremos reaccionarios. Así lo demuestra la ambivalencia de la sentencia de 21 de diciembre de 1921 dictada contra tres participantes derechistas del golpe de Estado de Kapp.
Por un lado, el Tribunal recalcó que las normas del Código penal sobre alta traición protegían tanto la Constitución imperial de 1871 como la republicana de 11 de agosto de 1919. Además, estableció que los problemas políticos no podían ni debían ser eliminados o subsanados por un golpe de Estado, ya que el adagio «el fin justifica los medios» resultaba incompatible con las prescripciones sobre alta traición.

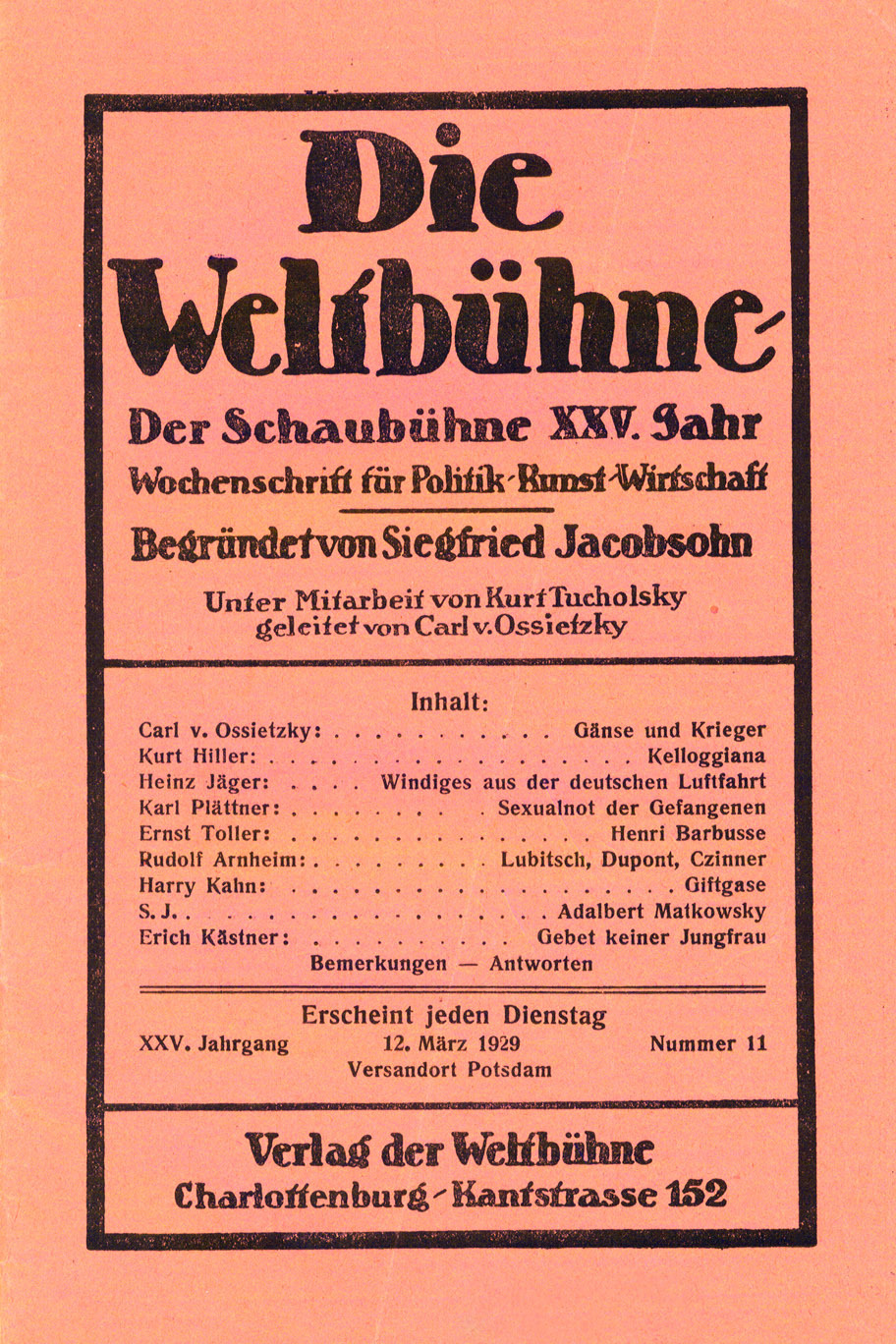
Cubierta del semanario Die Weltbühne de 12 de marzo de 1929.

Por otro lado, solo hubo una condena. El ministro del Interior del gobierno golpista, Traugott von Jagow, solo fue sentenciado a la mínima pena de cinco años de «arresto en fortaleza» (Festungshaft), la más leve y honorable forma de privación de libertad para cualquier falta o delito existente en aquel momento. En la sentencia, el Tribunal declaró que «en la medición de la pena se han apreciado a favor del acusado las circunstancias atenuantes de haber seguido la llamada de Kapp bajo el hechizo de un patriotismo desinteresado y en un momento seductor (...) Una pena de cinco años parece adecuada para la culpa del acusado». Ese mismo día se dictó el sobreseimiento de la causa contra otros dos imputados por el mismo delito. El motivo que se adujo fue que no habían desempeñado un papel protagonista en el golpe de Estado, razón por la cual resultaba de aplicación la Ley de Aministía de 4 de agosto de 1920. En todo caso, los tres procesos penales finalizaron el 21 de diciembre de 1921, cuando el Tribunal decidió cerrar la causa contra los participantes en el golpe.
El tribunal prosiguió con esta línea conservadora. Por ejemplo, Carl von Ossietzky fue condenado por el delito de alta traición periodística (Publizistischer Landesverrat), el 23 de noviembre de 1931, a dieciocho meses de privación de libertad en el espectacular proceso llevado a cabo por espionaje contra el semanario Die Weltbühne (en alemán, El escenario mundial) porque en él había aparecido un artículo denunciando el rearme secreto e ilegal del Reichswehr.
Teniendo en cuenta que la violencia política de la derecha no fue contrarrestada por el Tribunal con la suficiente rotundidad, ni siquiera en los llamados crímenes de la Feme (en alemán, Fememorden), su actitud contribuyó a que pudiera afirmarse en aquella época que la Justicia «estaba tuerta del ojo derecho». Tales crímenes fueron asesinatos políticos cometidos por la asociación militar de extrema derecha Schwarze Reichswehr (Reichswehr Negra) contra izquierdistas que revelaban públicamente las actividades militares de Alemania prohibidas por el tratado de Versalles, razón por la cual eran, desde el punto de vista de la derecha nacionalista alemana, «traidores a la patria». El Tribunal, en sentencia de 8 de mayo de 1929, llegó a admitir a favor de un acusado de tales asesinatos que «también existe un derecho de legítima defensa del ciudadano frente a los ataques ilegales llevados a cabo contra los intereses vitales del Estado».
En los años 20 tuvieron lugar los llamados procesos de Leipzig sobre los crímenes de guerra cometidos por alemanes durante la Primera Guerra Mundial. Muchos procesos fueron sobreseídos y las pocas condenas que se dictaron, como la de dos miembros de la Armada alemana que habían hundido un buque hospital inglés, fueron anuladas en secreto posteriormente.
Sin embargo, durante la misma época, el Tribunal pronunció algunas decisiones innovadoras en el ámbito del Derecho Civil, como la eliminación de la causa del contrato, que hasta entonces era desconocida para el Código civil de Alemania y que hoy recoge su parágrafo 313 tras la reforma del Derecho contractual que entró en vigor en 2002.
Verdaderamente revolucionaria fue la jurisprudencia de la revalorización desarrollada tras la crisis económica originada por las consecuencias de la Primera Guerra Mundial. Al hilo de dicha construcción teórica, el Tribunal, por primera vez en su historia, se atribuyó la facultad de revisar la validez constitucional de las leyes aprobadas por el Parlamento. Gracias a dicha interpretación, el principio nominalista Mark-gleich-Mark-Grundsatz (un marco vale un marco), que tan negativas consecuencias había tenido para las clases más desfavorecidas a causa de la inflación galopante, pudo ser abandonado.

### Nacionalsocialismo
Tras la toma del poder de Hitler y con la aprobación de la Ley sobre el acceso a la abogacía y la Ley sobre la restauración de la función pública, ambas del 7 de abril de 1933, los jueces judíos y socialdemócratas (entre ellos el presidente Alfons David y el juez Hermann Grossmann) se vieron obligados a presentar su renuncia y fueron separados de la carrera judicial. Además, desde ese momento, los abogados judíos tuvieron prohibido el acceso al Tribunal por sí o en representación de sus clientes.
Ni estos ni los múltiples actos ilegítimos de violencia llevados a cabo con posterioridad consiguieron que el Tribunal del Imperio adoptara una postura contraria al poder establecido. Más bien sucedió lo contrario, ya que al condenar a la pena capital al comunista holandés Marinus van der Lubbe como autor del incendio del Reichstag, legitimó el régimen nacionalsocialista sin importarle quebrar el principio de legalidad y la irretroactividad de la ley penal.
A pesar de esta decisión, las nuevas autoridades no quedaron contentas con el proceder del Tribunal, ya que los otro cuatro acusados fueron puestos en libertad por falta de pruebas. Este hecho dejaba en evidencia la versión oficial, sustentada por Hermann Göring, de que se hallaba en marcha un golpe de Estado comunista en Alemania. Precisamente para su represión, Hindenburg había aprobado legislación excepcional al día siguiente del incendio apoyándose en los poderes extraordinarios que la Constitución de Weimar otorgaba al presidente de la República. Hitler, enfurecido con el resultado del juicio sobre el incendio del Reichstag, decidió la creación del infausto Volksgerichtshof o Alto Tribunal Popular, es decir, un tribunal especial que funcionó como órgano represor de la disidencia política y que llegó a imponer más de 5000 penas de muerte entre 1934 y 1945.

#### Derecho de familia
También en el ámbito del Derecho civil hubo en esta época modificaciones profundas. Cabe citar, a modo de ejemplo, la sentencia de febrero de 1935 en la que el Tribunal dictaminó que el consentimiento para el acogimiento de un niño ario podía ser anulado si la persona que iba a hacerse cargo del menor no era de ascendencia aria. Los vínculos que los jóvenes arios desarrollaban durante su formación con los compatriotas de su misma raza y condición no podían establecerse de forma segura, según las exigencias de la cuestión racial en el Estado nacionalsocialista, si sus padres de acogida no eran de origen ario.
En 1935, antes incluso de que fueran aprobadas las Leyes de Núremberg, el Tribunal dio a entender en la argumentación de una de sus decisiones que el hecho de que uno de los cónyuges fuera judío podría ser considerado como causa de anulación del matrimonio. Con ello se adelantaba algunos años a las intenciones del régimen nazi en esta materia que, al promulgar la Ley del Matrimonio de 1938, otorgó rango legal a dicha argumentación racista y la consideró motivo suficiente de divorcio para la disolución de un previo vínculo matrimonial.

#### Derecho de obligaciones
Una sentencia del Tribunal sobre la interpretación de las cláusulas presentes en aquellos contratos privados en los que una de las partes fuera judía tuvo una importante repercusión. El Reichsgericht tenía que decidir si la ascendencia judía de quien había sido contratado como director de una película (Erich Karl Löwenberg, cuyo nombre artístico fue Erik Charell) podía ser aducida por la productora cinematográfica alemana UFA como causa de rescisión contractual. En el contrato se había previsto que el incumplimiento que podía dar lugar a su nulidad o rescisión era el ocasionado por la muerte o por una enfermedad tal del sujeto obligado que le impidiera cumplir cabalmente la prestación a la que se había comprometido. De no ser así, UFA debería indemnizar a Charell si quería prescindir de sus servicios sin justa causa. No obstante, la productora demandante, deseosa de resolver el contrato sin hacer frente a la indemnización prevista en el mismo, llevó el caso hasta el Reichsgericht. En su sentencia de 27 de junio de 1936, el Tribunal dictaminó que el hecho de que el demandado fuera judío suponía una completa destrucción de su personalidad jurídica desde un punto de vista político-racial, y llegó a calificar esa ausencia total de capacidad jurídica como una «muerte civil» perfectamente equiparable a la muerte física del individuo.
Con esta sentencia, el Tribunal acogió la corrupción racista del ordenamiento jurídico privado que había cristalizado en la literatura jurídica de aquel entonces y había sido catalizada por la Escuela de Kiel. Uno de sus representantes más siginificativos, el filósofo del Derecho Karl Larenz, había escrito lo siguiente en 1935, pocos meses antes de la publicación de esta sentencia: «Solo es un camarada en el Derecho (Rechtsgenosse) quien es un camarada del Pueblo (Volksgenosse). Quien permanece fuera de la comunidad del Pueblo (Volksgemeinschaft), permanece fuera del Derecho».
La marginación de la población judía también se llevó a cabo a través del Derecho civil, con el apoyo del Tribunal Supremo y mediante el uso abusivo e incontrolado de la interpretación jurídica.

### Últimos días del Tribunal
Con la capitulación incondicional de Alemania en 1945, el Tribunal del Imperio alemán fue disuelto por las potencias aliadas y no volvió a ser instaurado. El último presidente, Erwin Bumke, se suicidó en Leipzig antes de la llegada del ejéricito estadounidense. Desde el 25 de agosto de 1945 fueron arrestados en Leipzig treinta y siete jueces, más de un tercio del total, por el servicio secreto soviético NKVD y encarcelados sin proceso, en un primer momento, en los calabozos del propio Tribunal. Más adelante, fueron trasladados al Campo especial n.º 1 de Mühlberg y, posteriormente, en el otoño de 1948, al Campo especial n.º 2 de Buchenwald. Entre enero de 1950 y 1955 fueron excarcelados. Solo cuatro jueces habían sobrevivido. El resto había muerto de hambre o enfermedad. Entre los supervivientes se encontraba August Schaefer, quien más tarde escribió un informe sobre el periodo de confinamiento.

## Presidentes del Tribunal

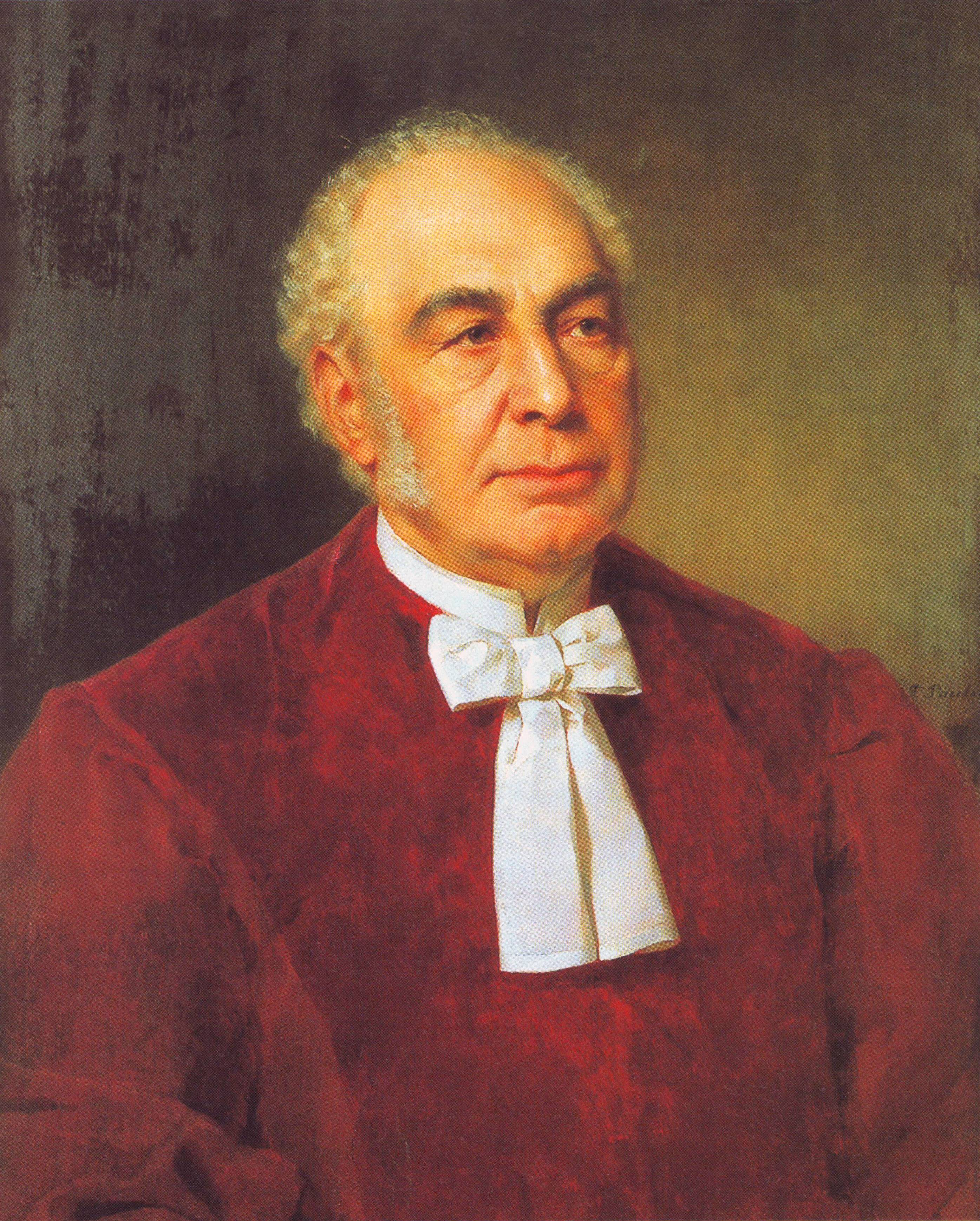
Eduard v. Simson
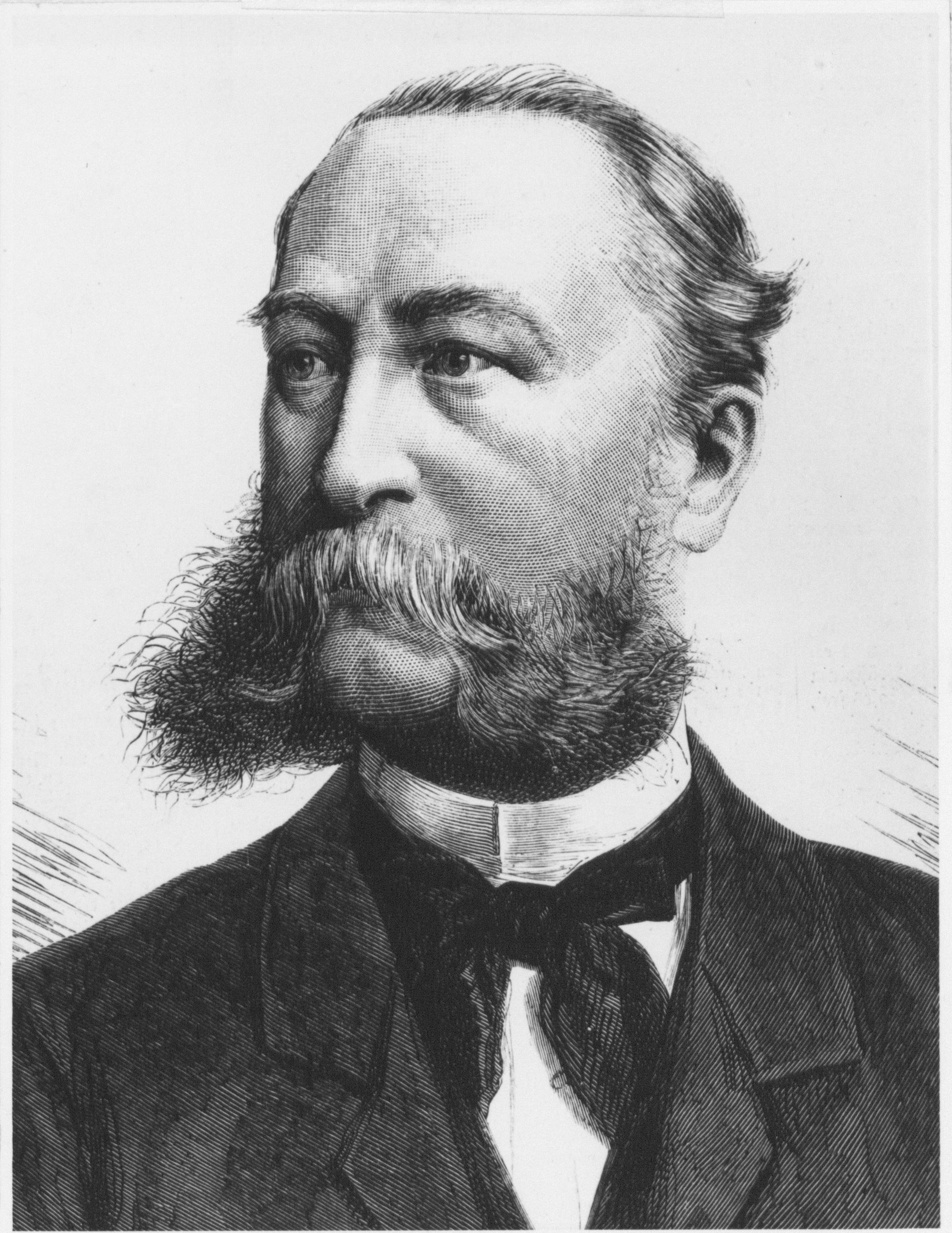
Otto v. Oehlschläger
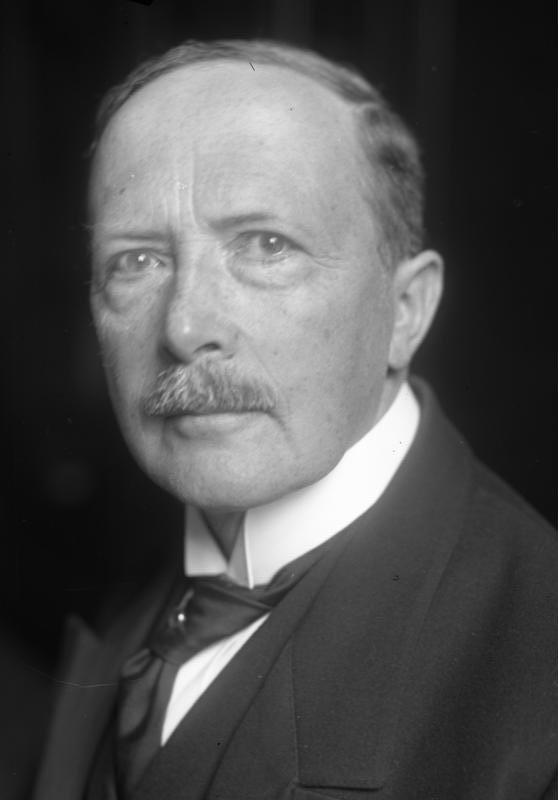
Walter Simons

| N.º | Nombre                                      | Toma de posesión       | Cese                   |
| --- | ------------------------------------------- | ---------------------- | ---------------------- |
| 1   | Eduard von Simson (1810–1899)               | 1 de octubre de 1879   | 1 de febrero de 1891   |
| 2   | Otto von Oehlschläger (1831–1904)           | 1 de febrero de 1891   | 1 de noviembre de 1903 |
| 3   | Karl Gutbrod (1844–1905)                    | 1 de noviembre de 1903 | 17 de abril de 1905    |
| 4   | Rudolf Freiherr von Seckendorff (1844–1932) | 18 de junio de 1905    | 1 de enero de 1920     |
| 5   | Heinrich Delbrück (1855–1922)               | 1 de enero de 1920     | 3 de julio de 1922     |
| 6   | Walter Simons (1861–1937)                   | 16 de octubre de 1922  | 1 de abril de 1929     |
| 7   | Erwin Bumke (1874–1945)                     | 1 de abril de 1929     | 20 de abril de 1945    |